# Kacper straszy w Boże Narodzenie
Kacper straszy w Boże Narodzenie (ang. Casper's Haunted Christmas, 2000) – kanadyjski film animowany wyprodukowany przez Harvey Comics i Mainfrime Entertainment oraz Universal Pictures.
Film opisuje kolejne przygody sympatycznego duszka – Kacpra.

## Opis fabuły
Sympatyczny duszek przyjeżdża do domu na święta Bożego Narodzenia. Przywódca duchów, Kibosh, stwierdza, że zaniedbał on swoje obowiązki – straszenie ludzi – i musi jeszcze przed gwiazdką wzbudzić strach w przynajmniej jednej osobie. Dobre serce Kacpra nie pozwala mu jednak doprowadzać nikogo do stanu przerażenia. Gdy jego trzej wujowie dowiadują się, że w razie niewypełnienia obowiązków grozi mu wygnanie, biorą sprawę w swoje ręce.

## Obsada
- Brendan Ryan Barrett – Kacper
- Kathleen Barr – Carol Jollimore
- Ian James Corlett – Małe dziecko
- David Kaye – Narrator
- Grame Kingston – Fatso
- Terry Klassen – Stinkie
- Scot McNeil – Stretch
- Tegan Moss – Holly Jollimore
- James Earl Jones – Kibosh
- Tabitha St. Germain – Poil
- Lee Tockar – Snivel
- Samuel Vincent – Spooky